# Laguna Lemoa
Laguna Lemoa är en sjö i Guatemala.   Den ligger i departementet Departamento del Quiché, i den centrala delen av landet, 80 km nordväst om huvudstaden Guatemala City. Laguna Lemoa ligger 1 993 meter över havet. I omgivningarna runt Laguna Lemoa växer i huvudsak blandskog.